# Spinozetes pectinatus
Spinozetes pectinatus är en kvalsterart som först beskrevs av Kulijev 1967.  Spinozetes pectinatus ingår i släktet Spinozetes och familjen Spinozetidae. Inga underarter finns listade i Catalogue of Life.